# Christiane von Capua
Christiane von Capua war Königin von Ungarn.
Christiane von Capua wurde als Tochter von Robert I. (* ?; † 1120), Graf von Aversa und Fürst von Capua, geboren.
Im Jahre 1105 heiratete sie den ungarischen König Stephan II. aus dem Haus der Arpaden, der im selben Jahr zum König von Ungarn gekrönt wurde.
Die Ehe blieb kinderlos und Stephan ließ sich vor 1121 von Königin Christiane scheiden, um Adelheid von Riedenburg zu ehelichen. Jedoch auch seine zweite Ehe verlief kinderlos und Stephans Nachfolger wurde dessen Cousin Béla II.